# Medetera vidua
Medetera vidua är en tvåvingeart som beskrevs av Wheeler 1899. Medetera vidua ingår i släktet Medetera och familjen styltflugor. Inga underarter finns listade i Catalogue of Life.